# Disch Promontory
Die Disch Promontory ist ein hoch aufragendes, vereistes und 10 km langes Vorgebirge in der antarktischen Ross Dependency. In der Queen Elizabeth Range erstreckt es sich von der Ostseite des Prinz-Andrew-Plateaus.
Das Advisory Committee on Antarctic Names benannte es 1966 nach dem für das United States Antarctic Research Program tätigen Ionosphärenphysiker Carl Robert Disch (1938–1965), der am 8. Mai 1965 in einem Schneesturm nahe der Byrd-Station ums Leben gekommen war.